# Gastronomía del Alto Adigio

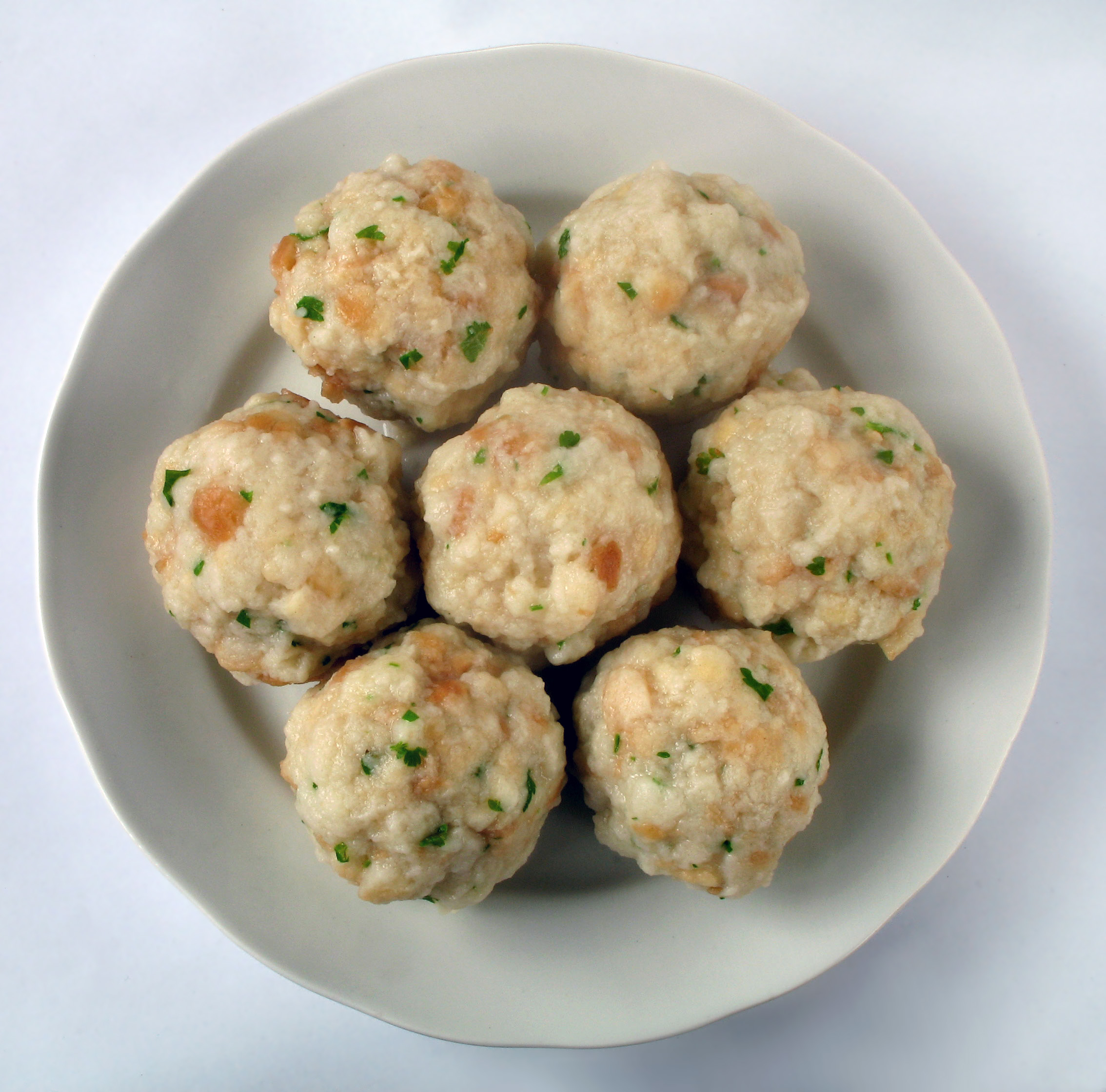
Canederli dell'Alto Adige (Semmelknödel).

La cocina altoatesina o surtirolesa (en italiano, cucina altoatesina; en alemán südtiroler küche) es la expresión culinaria desarrollada en la provincia de Bolzano, en el norte de Italia. Es una combinación de tradición culinaria tirolesa e italiana y también se ve afectada por la influencia de la gastronomía austríaca (especialmente vienesa).
Alto Adigio (también llamado Tirol del sur o provincia de Bolzano) se refiere a la mitad norte de la región Trentino-Alto Adigio. Para el artículo sobre la gastronomía de la mitad sur, véase gastronomía de Trento.

## Descripción
La cocina surtirolesa es muy apreciada y de renombre internacional. El Alto Adigio con sus 21 estrellas Michelin es la provincia italiana más premiada por la guía francesa.
También hay productos populares asociados a la comunidad tirolesa de Italia, como el bretzel (también DE laugenbrezel o IT brezen), el sauerkraut (IT crauti o chucrut), el würstel (DE frankfurter o DE wiener), el kaiserschmarrn, el strudel de la tradición habsburga, el rösti, de origen suizo y el spätzle suebo.
Muchos de estos platos también son característicos de la gastronomía de Trentino, en virtud de la unión centenaria del Trentino con el antiguo Tirol del Sur bajo la casa de Habsburgo.
La cocina italiana también tiene una fuerte presencia en el Alto Adige, puesto que en todas las casas se consumen desde ravioles y ñoquis, hasta tiramisú y panna cotta. La polenta también se consume entre los surtiroleses de lengua alemana, que la llaman localmente plent o "polent". Además, en Tirol del Sur existe la polenta negra o schwarzplent.

## Productos

### Embutidos y quesos
- IGP Speck
- Kaminwurzen

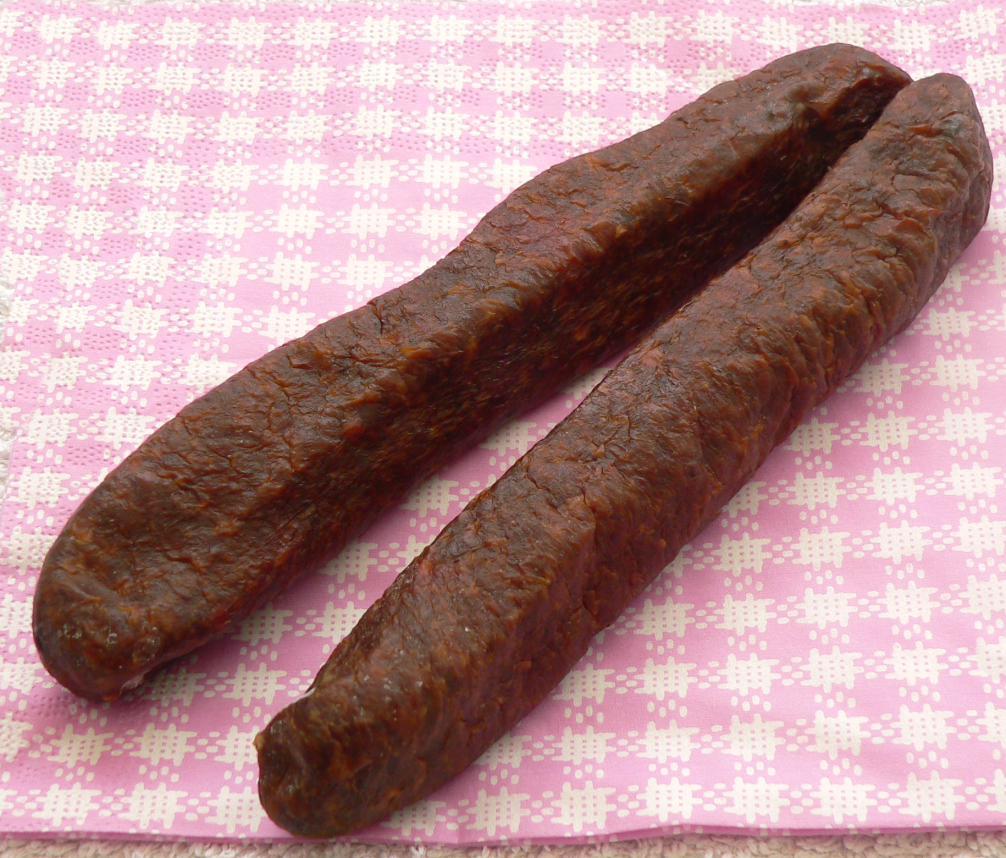
Kaminwurz.

- PAT Tiroler Graukäse, queso de vaca de sabor ácido
- PAT Hochpustertaler, queso semicrudo
- PAT DE Sextner / IT Sesto, queso de montaña
- PAT DE Toblacher Stangenkäse / IT Stanga di Dobbiaco, queso de vaca semiduro

## Platos
Algunos platos tradicionales de esta región son:

### Primeros platos

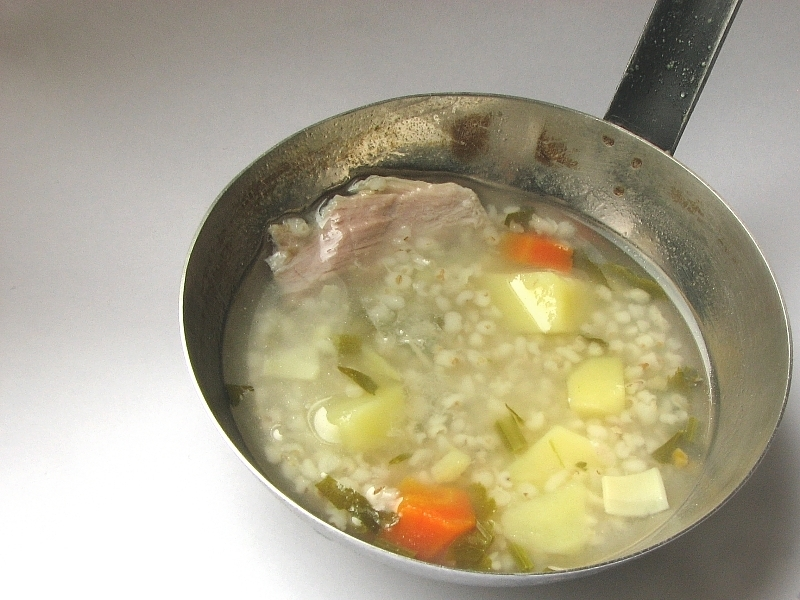
Olla con sopa de cebada.

- PAT DE semmelknödel  / IT canéderli
- DE schlutzkrapfen / IT mezzelune
- DE spätzle  / IT gnocchetti tirolesi
- PAT DE tirtlen  / LA tutra
- PAT DE gerstensuppe  / IT zuppa d'orzo
- PAT DE gulaschsuppe   / IT zuppa di gulasch

### Platos principales
- Carne de cordero castrato (DE hammelfleischgerichte).
- Salchichas tipo würstel meraner.
- Gulasch, un guiso de origen húngaro.

### Guarniciones
- DE gröstl, un salteado de patatas.
- DE röstkartoffeln / IT patate arrosto, un salteado de patatas.
- DE rösti, un salteado de patatas.

### Dulces

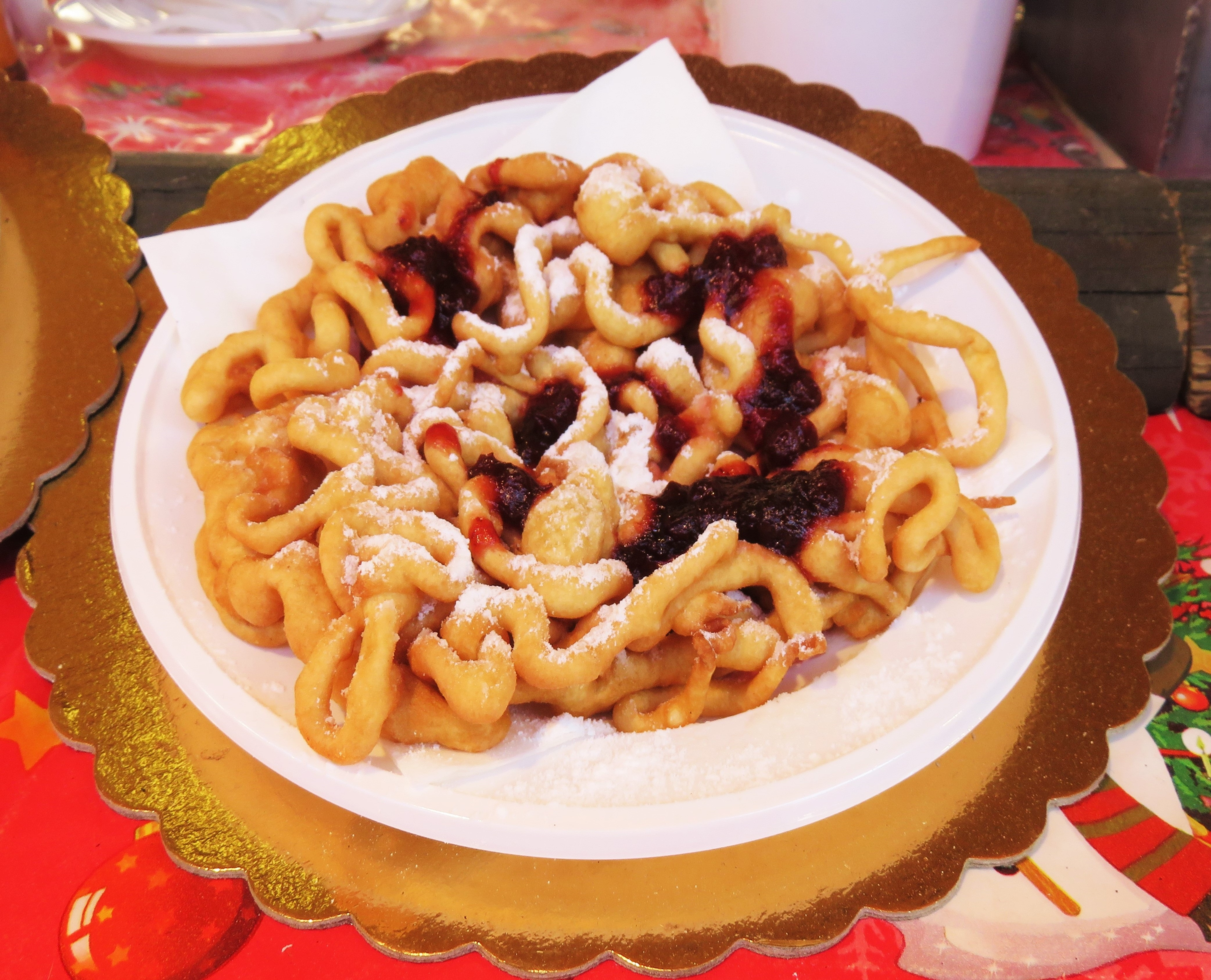
Tiroler Strauben.

- DE strauben / IT straboli, similar al funnel cake británico.
- DE krapfen, conocida en castellano como «berlinesa».
- DE strudel, dulce enrollado relleno, siendo el más clásico el apfelstrudel.
- DE buchweizenroulade, un dulce enrollado de trigo sarraceno.

### Bebidas
- Cerveza Forst
- IT grappa / DE schnaps
  - PAT Kranewitter
- Vinos:
  - DOC DE Gewürztraminer / IT Traminer Aromatico
  - Lagrein
  - Schiava
  - Moscato giallo
  - DOC IT Santa Maddalena / DE St. Magdalener

### Panes

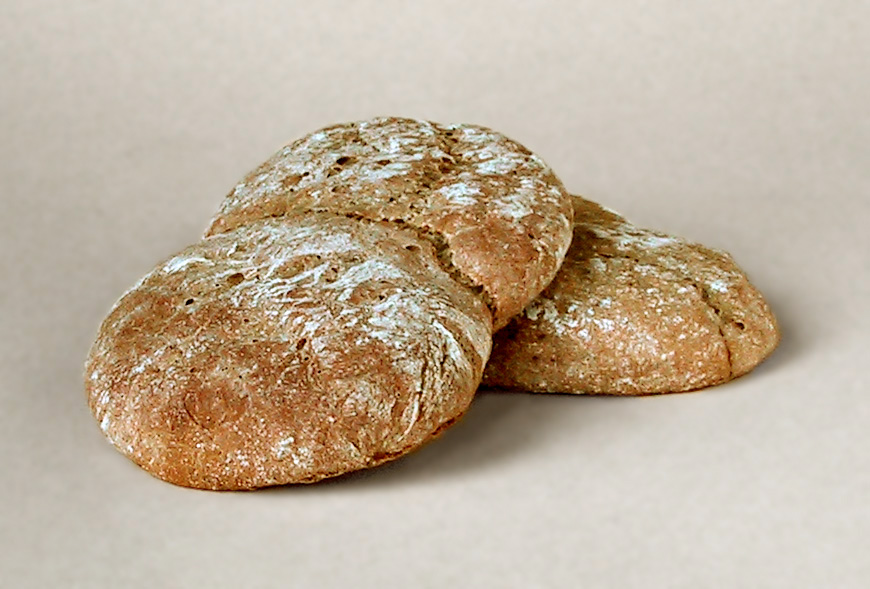
Vinschgauer.

- Pan de centeno (IT pane nero / DE schwarzbrot), en las variantes:
  - PAT Vinschger Paarl, que deriva de la antigua receta de Ur-Paarl
  - PAT Schüttelbrot
  - Pusterer Breatl
  - PAT Vinschgauer Struzn
- DE bretzel / IT brezel

### Traducción
- Esta obra contiene una traducción  derivada de «Cucina altoatesina» de Wikipedia en italiano, concretamente de esta versión, publicada por sus editores bajo la Licencia de documentación libre de GNU y la Licencia Creative Commons Atribución-CompartirIgual 4.0 Internacional.

- Datos: Q3699109
- Multimedia: Cuisine of South Tyrol / Q3699109